# Scie sauteuse

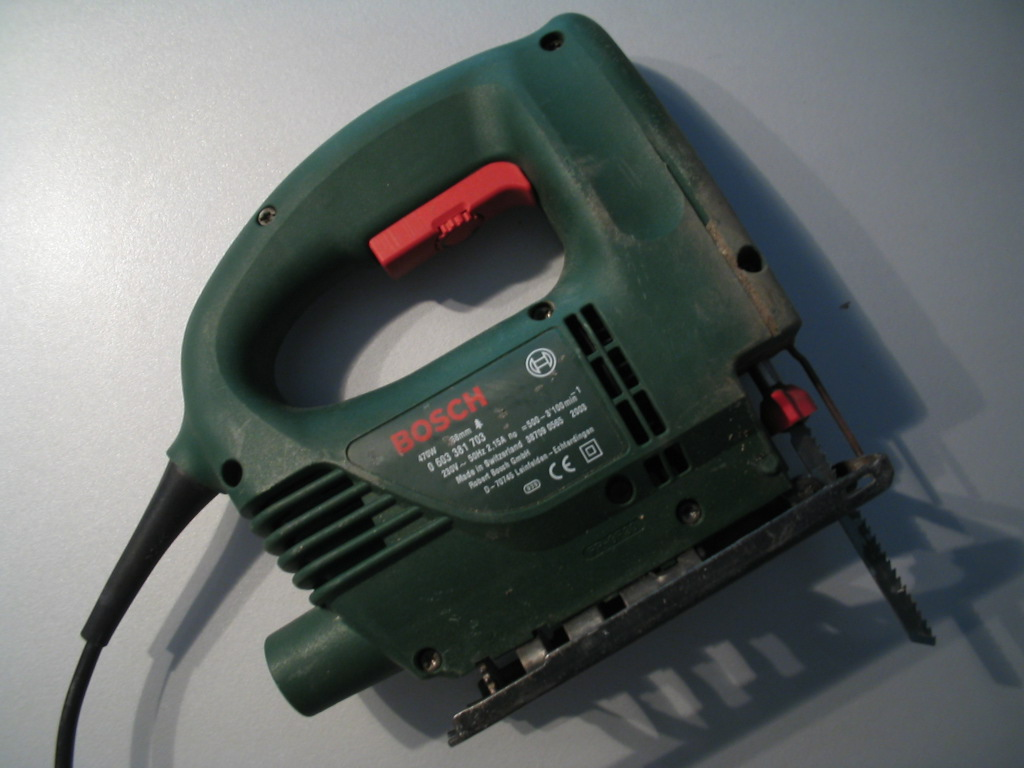
Une scie sauteuse Bosch.

Une scie sauteuse est une machine-outil de découpe, équipée d'une lame dentée, utilisée en général pour la découpe de planches ou de panneaux en bois mais aussi de plastique et d'aluminium. La lame est très petite et étroite : elle est fixée d'un côté à un moteur qui lui fait faire un mouvement de va-et-vient rapide. Sur la plupart des modèles actuels, un guide renforce la rigidité de la lame.

## Utilisation
Elle est très utilisée en menuiserie car la petite taille de la lame lui permet d'être extrêmement maniable, et de scier des formes arrondies ou suivant un tracé librement choisi, contrairement aux scies de type scie circulaire qui ne sont faites que pour scier en ligne droite. Elle offre aussi l'avantage de pouvoir effectuer des découpes au centre d'une pièce par exemple. Sa petitesse impose bien sûr des limites, et seules des planches pas trop épaisses peuvent être découpées (suivant la puissance, jusqu'à 9 cm environ).
Certains modèles de scies sauteuses sont appelés pendulaires car en plus d'un mouvement vertical, elles impulsent un mouvement d'avant en arrière à la lame (en avant lors de la découpe et en arrière autrement), ce qui permet une découpe plus rapide et plus précise.
Une scie sauteuse permet également la découpe de tôles et de profilés métalliques de faible épaisseur.
La scie sauteuse peut être utilisée pour toutes sortes de coupes courbes, y compris des coupes en arc de cercle, des coupes en forme de U, et des coupes en forme de V. La scie sauteuse peut également être utilisée pour des coupes droites, bien qu'elle ne soit pas aussi efficace que d'autres outils de coupe droite tels que les scies circulaires ou les scies à onglet.

## Les différentes variétés de scie sauteuse
Les scies sauteuses sont disponibles dans différentes tailles et divers modèles, des modèles à fil à des modèles sans fil alimentés par batterie. Les scies sauteuses sans fil sont idéales pour une utilisation sur des chantiers de construction ou pour les projets de bricolage en extérieur, car elles ne nécessitent pas de prise électrique. Les modèles filaires sont souvent plus puissants et conviennent mieux aux projets de menuiserie plus exigeants.

## Histoire et Évolution
L'histoire des scies sauteuses remonte à l'invention de la première scie sauteuse électrique dans les années 1940. Depuis lors, ces outils ont connu une évolution constante en termes de conception, de fonctionnalités et de performances. Les avancées technologiques ont permis l'introduction de moteurs plus puissants, de systèmes de réglage plus précis, de lames plus performantes et d'autres améliorations pour répondre aux besoins croissants des utilisateurs.

## Comparaison avec d'autres outils de coupe
Les scies sauteuses se distinguent des autres outils de coupe couramment utilisés, tels que les scies circulaires, les scies à chantourner et les scies alternatives, par leurs caractéristiques et leurs avantages spécifiques. Contrairement aux scies circulaires qui effectuent des coupes droites, les scies sauteuses offrent une plus grande polyvalence avec leur capacité à effectuer des coupes courbes et des découpes plus précises. Comparées aux scies à chantourner, les scies sauteuses sont plus maniables et permettent une plus grande liberté de mouvement. Enfin, les scies alternatives sont plus puissantes, mais moins précises pour les découpes détaillées. Chaque outil a ses avantages et ses inconvénients, et le choix dépend des besoins spécifiques de chaque utilisateur.